# 中央橋

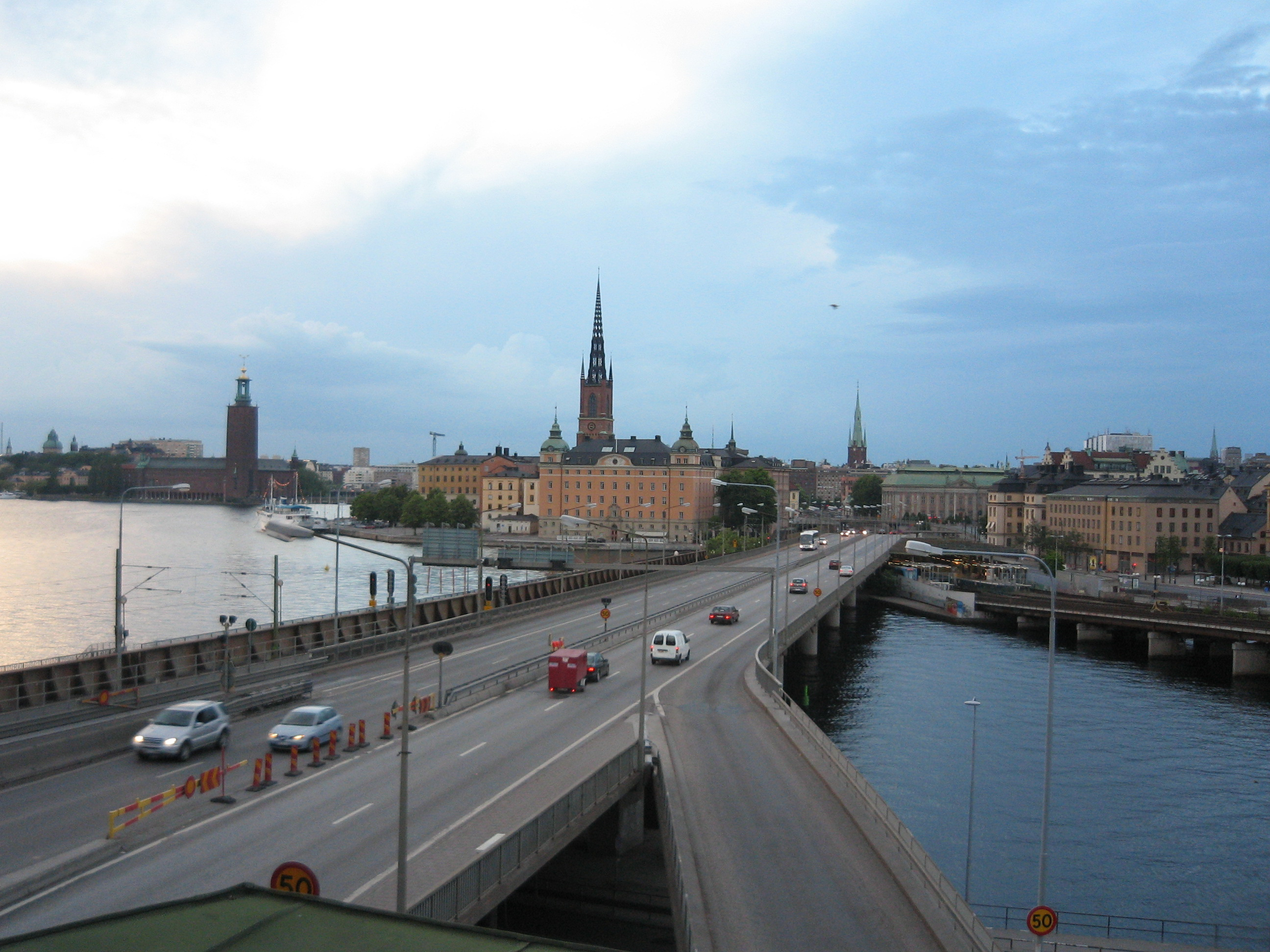
中央橋

中央橋（Centralbron）是瑞典首都斯德哥爾摩市中心的主要交通幹道之一，全長1200米。中央橋跨越了兩段水體，分別是南溪和騎士灣旁的北溪。雖然有提案建議通過隧道替代橋樑，但因成本高昂而擱置。
59°19′24.6″N 18°04′00.4″E / 59.323500°N 18.066778°E